# Прямой налог
Прямо́й нало́г — налог, взимаемый с физических и юридических лиц, с дохода и имущества.
Применительно к прямому налогу юридические (налогообременитель) и фактические налогоплательщики (налоговый агент) совпадают. 
Фактический плательщик — получатель налогооблагаемого дохода, владелец налогооблагаемого имущества.

## История
Прямые налоги представляют собой исторически наиболее раннюю форму налогообложения. Прямые налоги являются обязательными, и каждый гражданин обязан их выплачивать.
Прямые налоги делятся на:
- реальные налоги;
- личные налоги.

К числу прямых налогов относятся:
- подоходный налог;
- налог на прибыль предприятий (корпораций, организаций и тому подобное);
- налог с наследства и дарения;
- имущественный налог;
- налог на добычу полезных ископаемых;
- и тому подобное.

Прямые налоги устанавливаются непосредственно на доход и имущество. Между субъектом и государством существует прямая связь: налогоплательщик сразу чувствует налоговый гнет. Отличительная особенность данного налога — относительно сложный расчёт его суммы.
Прямые налоги — налог на прибыль; налог на имущество; налог на доходы физического лица. 
Налог на прибыль — налогом облагается прибыль, полученная налогоплательщиком. 
Налог на имущество организаций — облагается налогом движимое, недвижимое имущество, учитываемое на балансе в качестве объектов ОС.
Объектом прямого налога являются доход (заработная плата, прибыль, процент, рента и тому подобное) и стоимость имущества (земля, дом, ценные бумаги и тому подобное) налогоплательщика, который одновременно выступает и сборщиком, и конечным плательщиком налога.